# Führer Grenadier Brigade
La Führer Grenadier Brigade était une unité d'élite de l'armée allemande pendant la Seconde Guerre mondiale. Elle sera transformée en division en janvier 1945.

## Historique
La  Führer Grenadier Brigade fut créée en avril 1943. Cette unité est parfois perçue à tort comme faisant partie de la Waffen-SS, alors que c'était en fait une unité de la Heer, techniquement rattachée à la Division Grossdeutschland. Cette idée fausse vient probablement de sa mission première de protection d'Adolf Hitler au Wolfsschanze, mission habituellement confiée à la "Leibstandarte SS Adolf Hitler". En 1944, le bataillon a été réorganisé en une brigade blindée à Fallingbostel. Les effectifs étaient issus de la Division Grossdeutschland. L'unité a été rattachée au XXVIIe Korps de la 4e armée allemande. Elle stationnait près de Gumbinnen. Les troupes se sont battues à Daken et Grosswaltersdorf entre le 21 et le 23 octobre 1944. La brigade fut exploitée en conjonction avec la 5e Panzerdivision et la Hermann Göring Division.
En décembre 1944, la brigade a été envoyée à l'ouest pour participer à l'Opération Herbstnebel. À la fin du conflit, la "Führer Grenadier Brigade" est étoffée pour devenir la Führer-Grenadier-Division. Celle-ci, commandée par le Generalmajor Hellmuth Mäder, se rendra aux forces américaines en Autriche en 1945.

## Commandement[1]
- Oberst Hans-Joachim Kahler (juillet 1944 -26 janvier 1945)
- Generalmajor Hellmuth Mäder (26 janvier 1945 - 9 mai 1945)

## Composition[1]
- Panzer-Grenadier-Regiment 99
- Panzer-Regiment 101
- Heeres-Sturm-Artillerie-Brigade 911
- Panzer-Aufklärungs-Kompanie 101
- Panzer-Artillerie-Regiment 124
- Panzer-Pionier-Bataillon 124
- Panzer-Feldersatz-Bataillon 124
- Panzer-Nachrichten-Abteilung 124
- Kommandeur der Panzer-Divisions-Nachschubtruppen 124